# Christoph Knill
Christoph Knill (* 1965) ist ein deutscher Politikwissenschaftler. Er ist Professor an der Ludwig-Maximilians-Universität München.

## Leben und Wirken
Christoph Knill studierte von 1984 bis 1988 an der Fachhochschule für öffentliche Verwaltung in Ludwigsburg und von 1988 bis 1991 Politik- und Verwaltungswissenschaft an der Universität Konstanz. Von 1992 bis 1994 war er wissenschaftlicher Mitarbeiter an der Universität Bielefeld. Dort wurde er 1994 promoviert mit einer von Adrienne Héritier betreuten Arbeit zu Großbritannien im Spannungsfeld innenpolitischer Reformen und europäischer Integration. Die Arbeit entstand im Rahmen des von März 1992 bis April 1994 laufenden Forschungsprojektes „Policy-Netzwerke im Wandel - Die Internationalisierung von Innenpolitik“. Am Max-Planck-Institut für Gesellschaftsforschung in Köln war Knill von 1994 bis 1995 als Gastwissenschaftler tätig. Von 1995 bis 1998 war er Senior Research Fellow am Europäischen Hochschulinstitut in Florenz. Knill war von 1998 bis 2000 wissenschaftlicher Mitarbeiter bei der Max-Planck-Projektgruppe zur Erforschung von Gemeinschaftsgütern in Bonn. 1999 erfolgte seine Habilitation im Fach Politikwissenschaft an der FernUniversität in Hagen. Knill lehrte von 2000 bis 2004 als Professor für Politikwissenschaft an der Universität Jena. Von 2004 bis 2014 lehrte er als Professor für Politik- und Verwaltungswissenschaft an der Universität Konstanz. Berufungen nach Speyer (2006) und Zürich (2007) lehnte er ab. Im Jahr 2012 hat er einen Ruf an die Universität Potsdam auf eine W3-Professur für Politikwissenschaft, Verwaltung und Organisation, erhalten. Diesen lehnte er ebenfalls ab und lehrt seit dem Sommersemester 2014 an der Ludwig-Maximilians-Universität München auf der neu eingerichteten Professur für Empirische Theorien der Politik am Geschwister-Scholl-Institut, auf die er 2013 einen Ruf erhalten hat.
Seine Forschungsschwerpunkte liegen im Bereich der vergleichenden Policy-Analyse und der vergleichenden Verwaltungswissenschaft. Wichtige Forschungsimpulse in diesem Zusammenhang stellen insbesondere seine Arbeiten zur Europäisierung nationaler Verwaltungen und Politik sowie zu Mustern europäischer Governance dar. Darüber hinaus leistete er wichtige konzeptionelle Beiträge zur Analyse internationaler Politikkonvergenz in verschiedenen Feldern, wie etwa der Umweltpolitik, der Hochschulpolitik und zuletzt der sogenannten Moralpolitik. Daneben hat er sich mit der Untersuchung zentraler Muster des Ausbaus und Abbaus von Politiken im Rahmen größerer Forschungskonsortien befasst. Neuere Arbeiten hierzu betreffen die Analyse des Zusammenhangs zwischen ökonomischen Krisen und sozialpolitischem Wandel sowie Untersuchungen zum Wachstum staatlicher Politiken im Zeitablauf (Policy Accumulation und Rule Growth). Ein weiterer Forschungsschwerpunkt von Knill ist die vergleichende Analyse der Verwaltungen internationaler Organisationen und der Verwaltungsreformen auf internationaler Ebene.
Knill ist seit 2014 Mitglied der von der Deutschen Forschungsgemeinschaft geförderten Forschergruppe International Public Administration. Er ist ordentliches Mitglied des Center for Advanced Studies der Ludwig-Maximilians-Universität München. Im April 2010 wurde Christoph Knill mit dem renommierten „ERC Advanced Grant“ der Europäischen Kommission ausgezeichnet. Das geförderte Forschungsprojekt beschäftigt sich mit dem bislang kaum untersuchten Policy-Bereich der Moralpolitik. 2017 wurde Knill für seine Arbeiten zum Politikwachstum gemeinsam mit Christian Adam und Xavier Fernandez-i-Marín mit dem Wissenschaftspreis Bürokratie des Instituts der deutschen Wirtschaft ausgezeichnet.

## Schriften (Auswahl)
- mit Michael W. Bauer und Steffen Eckhard: International Bureaucracy: Challenges and Lessons for Public Administration Research. Palgrave Macmillan, London 2017, ISBN 978-1-349-94976-2.
- mit Christian Adam und Steffen Hurka: On the Road to Permissiveness? Change and Convergence of Moral Regulation in Europe. Oxford University Press, Oxford 2015, ISBN 978-0-19-874398-9.
- mit Jale Tosun: Einführung in die Policy-Analyse (= UTB. Band 4136). Budrich, Opladen u. a. 2015, ISBN 978-3-8252-4136-0.
- mit Jale Tosun: Politikgestaltung in der Europäischen Union. Die Entstehung und Umsetzung der Dienstleistungsrichtlinie. Nomos, Baden-Baden 2010, ISBN 978-3-8329-4937-2.
- mit Michael Dobbins: Higher Education Governance and Policy Change. International Challenges to Historical Institutions. Palgrave Macmillan, London 2014, ISBN 978-1-137-39984-7.
- Europäische Umweltpolitik. Steuerungsprobleme und Regulierungsmuster im Mehrebenensystem. (= Governance. Band 4). 2., überarbeitete Auflage. VS, Verlag für Sozialwissenschaften, Wiesbaden 2008, ISBN 978-3-531-15891-4.
- mit Katharina Holzinger und Bas Arts: Environmental Policy Convergence in Europe? The Impact of International Institutions and Trade. Cambridge University Press, Cambridge 2008, ISBN 978-0-521-88881-3.
- The Europeanisation of national administrations. Patterns of institutional change and persistence. Cambridge University Press, Cambridge u. a. 2001, ISBN 0-521-80632-1.
- Staatlichkeit im Wandel. Großbritannien im Spannungsfeld innenpolitischer Reformen und europäischer Integration. DUV, Wiesbaden 1995, ISBN 3-8244-4173-X.